# Selwyn River/Waikirikiri
Der Selwyn River/Waikirikiri ist ein Fluss in der Region Canterbury auf der Südinsel von Neuseeland.

## Namensherkunft
Der Fluss war ursprünglich unter den Māori als Waikirikiri bekannt wurde, jedoch in den späten 1840er Jahre von dem Landvermesser der Canterbury Association, Kapitän Joseph Thomas, zu Ehren des anglikanischen Bischofs George Augustus Selwyn in Selwyn River umbenannt wurde. Im Oktober 1998 wurde der Fluss dann mittels des Ngai Tahu Claims Settlement Act 1998 auf Bestreben des Māori-Iwi der Ngai Tahu offiziell mit seinem neuen Namen Selwyn River/Waikirikiri versehen.

## Geographie
Der Selwyn River/Waikirikiri entspringt an den westlichen Hängen des 951 m hohen Snowy Peak im nördlichen Teil der Rockwood Range. Von dort aus beschreibt der Fluss im Uhrzeigersinn einen 180°-Bogen und fließt in ostnordöstlicher Richtung entlang der Rockwood Range und nachfolgend der Lady Barker Range bis er nach rund 15 Flusskilometer nördlich der Lady Barker Range durch einen Bergengpass in einem Bogen in Richtung Canterbury Plains schwenkt. Hinter der kleinen Siedlung Glentunnel nimmt der Fluss dann bevorzugt eine südöstlich Richtung an und mündet nach insgesamt 93 km in den Lake Ellesmere / Te Waihora. Der Fluss weist zum See hin zwei Mündungsarme auf, einen natürlichen nach Südwesten ausgerichtet und einen kanalförmigen Arm, der nach Südosten zeigt.
Als seine linken Nebenflüsse weist der Selwyn River/Waikirikiri die Flüsse Selwyn River North Branch und Waianiwaniwa River auf und als rechten Nebenfluss den Hororate River.

## Geologie
Im Oberlauf führt der Selwyn River/Waikirikiri ganzjährig Wasser. Auf einem großen Teil seines weiteren Laufes fließt der Fluss aber durch ein breites, durchlässiges Schotterbett durch die Canterbury Plains unter dem mächtige grundwasserführende Schichten liegen, in denen das Flusswasser versickern kann. In den meisten Monaten versickert der Fluss daher bereits 5 km nachdem er die Vorberge der Neuseeländischen Alpen verlassen hat. Er fließt die nächsten 35 km unterirdisch im Schotter seines Bettes und wirkt an seiner Oberfläche ausgetrocknet. Das kann selbst im Unterlauf, nur 20 km von Lake Ellesmere / Te Waihora entfernt geschehen, wo der Fluss bei der Siedlung Selwyn vom New Zealand State Highway 1 gekreuzt wird. Ausgenommen von der Versickerung ist nur ein kurzer Abschnitt beim Zufluss des ganzjährig wasserführenden Hororate River. Etwa 15 km vom Lake Ellesmere / Te Waihora entfernt stoßen die grundwasserführenden Schichten wieder an die Oberfläche, ab der der Fluss wieder ganzjährig Wasser führe kann.
Die Tatsache, dass der Selwyn River/Waikirikiri in seinem mittleren Teil nur zeitweilig Wasser führt, erlaubt nur wenigen Arten das Überleben. Gleichzeitig stellt dieser Bereich eine Barriere für die Ausbreitung von Wirbellosen und Fischen zwischen dem Lake Ellesmere / Te Waihora und dem Oberlauf dar.